# Rafael Bracali
Rafael Wihby Bracali (Santos, 5 de maio de 1981) é um ex-futebolista brasileiro, que jogava como goleiro.
Atualmente, é diretor desportivo do Boavista FC.

## Carreira
Bracali começou a jogar profissionalmente no Paulista Futebol Clube, e se destacou bastante na Copa do Brasil de 2005. O jovem goleiro se garantiu bem, sofrendo poucos gols durante as partidas, que obtivera na maioria das ocasiões exatamente os resultados que estava precisando para se classificar para a fase superior. Venceram o Internacional e o Figueirense nos pênaltis, eliminaram o Cruzeiro por um gol de diferença no placar geral. Na final venceram o Fluminense no primeiro jogo, que foi em Jundiaí-SP, por 2x0, e conseguiram um empate fora de casa por 0x0, vencendo a competição.
Após os êxitos nas temporadas de 2005 e 2006, transferiu-se para Portugal e assinou com C.D. Nacional em Madeira: depois de fazer backup de Diego Benaglio em sua primeira temporada e atuando em 14 jogos Primeira Liga em sua segunda, ele se tornou titular.
De 2008 a 2011, Bracalli não perdeu uma única partida da Liga pelo Nacional. Ele quase se transferiu para o S.C. Braga em junho de 2011, mas o acordo acabou fracassando.
Chegou ao Boavista no segundo semestre de 2018. Em agosto de 2019, renovou o vínculo com o Boavista até o ano de 2021, quando completará 40 anos. Em maio de 2023, encerrou sua carreira profissional. Pelo Boavista, fez 88 partidas, sendo 28 na última temporada.
Em julho de 2023, assumiu como diretor desportivo do Boavista FC.

## Títulos
Paulista
- Copa do Brasil: 2005

### Porto
- Primeira Liga: 2011–12
- Supertaça Cândido de Oliveira: 2011